# Plac Konstytucji

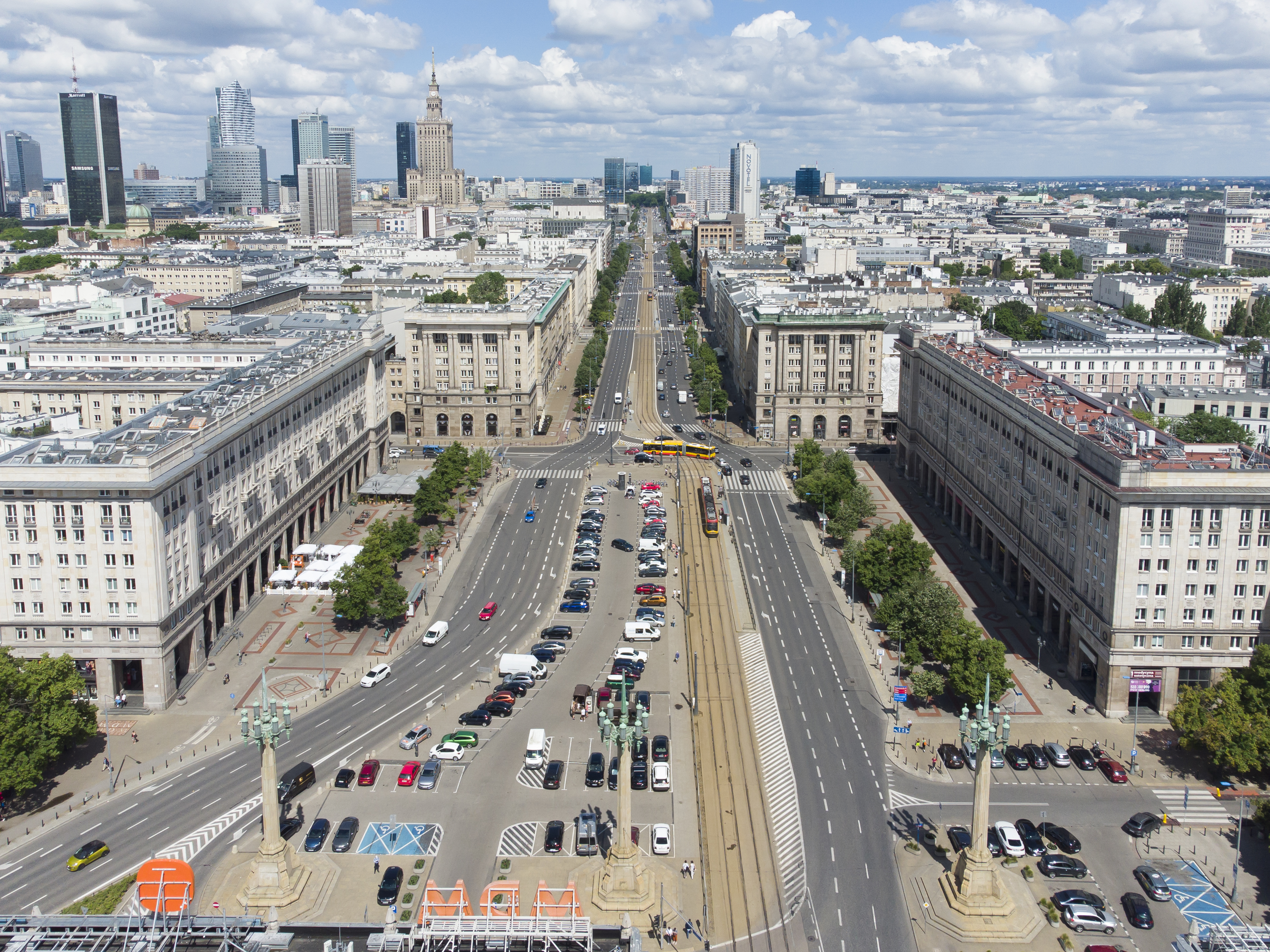
Plac Konstytucji

Der  Plac Konstytucji  (deutsch: Platz der Verfassung) ist ein Platz im Stadtteil Śródmieście in Warschau, Polen. Der Platz befindet sich in der Mitte der Ulica Marszałkowska (deutsch: Marschallstraße). Der Platz entstand als zentraler Bauabschnitt des  MDM-Wohnviertels und wurde nach dem Entwurf der Architekten Stanisław Jankowski, Jan Knothe, Józef Sigalin und Zygmunt Stępiński erbaut. Die Einweihung fand am 22. Juli 1952 statt, dem Tag, an dem auch die  Verfassung der Volksrepublik Polen (daher auch der Name des Platzes) in Kraft trat.